# 三本松郵便局
三本松郵便局（さんぼんまつゆうびんきょく）は、奈良県宇陀市にある郵便局。民営化前の分類では集配特定郵便局であった。

## 概要
住所：〒633-0399 奈良県宇陀市室生三本松1908-1

## 沿革
- 1874年（明治7年） - 髭無（ひげなし）郵便取扱所として開設[1]。
- 1875年（明治8年）1月1日 - 五等郵便局になる[1]。
- 1876年（明治9年） - 三本松ノ内髭無郵便局に改称[1]。
- 1882年（明治15年）1月26日 - 三本松郵便局に改称[1]。
- 1885年（明治18年）10月1日 - 貯金業務開始[1]。
- 1886年（明治19年）4月26日 - 三等郵便局になる[1]。
- 1892年（明治25年）2月1日 - 為替業務を開始[1]。
- 2007年（平成19年）3月5日 - ゆうゆう窓口（郵便時間外窓口）を廃止し、配達センター局に移行。
- 2007年（平成19年）10月1日 - 民営化に伴い、併設された郵便事業大和榛原支店三本松集配センターに一部業務を移管。
- 2012年（平成24年）10月1日 - 日本郵便株式会社発足に伴い、郵便事業大和榛原支店三本松集配センターを三本松郵便局に統合。

## 取扱内容
- 郵便・印紙・ゆうパック・内容証明
- 貯金・為替・振替・振込・国際送金・国債
- 生命保険・バイク自賠責保険
- ゆうちょ銀行ATM
- 宇陀市内一部地域（「633-03xx」旧室生村中部域）の集配業務

## 風景印
- 図柄は三方松とスズラン。局名表示は「奈良　三本松」
- 使用開始日は1994年（平成6年）10月17日

## 周辺
- 初瀬街道
- 近鉄大阪線 室生口大野駅
- 三本松駅(最寄駅)
- 長瀬山琴引院
- 室生寺
- 道の駅宇陀路室生
- 宇陀市立室生東小学校
- 矢川
- ローソン室生三本松店

## アクセス
- 国道165号沿い
- 駐車場あり：4台